# Gaston Bozérian
Pour les articles homonymes, voir Bozérian.
Gaston Bozérian, de son nom complet Gaston Eugène Élie Jeannotte - Bozérian, est un homme politique français né le 16 juillet 1853 à Seine-Port (Seine-et-Marne) et mort le 18 février 1899 à son domicile dans le 16e arrondissement de Paris.

## Biographie
Fils de Jean Bozérian, député d'Eure-et-Loir et sénateur de Loir-et-Cher, c'est un inventeur, récompensé par plusieurs médailles à l'exposition universelle de 1878. Il devient ensuite chef de bureau au ministère de la Justice. Conseiller général du canton de Morée, il est député de Loir-et-Cher de 1893 à 1899, siégeant à gauche comme républicain, notamment au sein du groupe de l'Union progressiste.

### Sources
- « Gaston Bozérian », dans le Dictionnaire des parlementaires français (1889-1940), sous la direction de Jean Jolly, PUF, 1960 [détail de l’édition]